# Ботевград
Ботевград (до 1866. године Самунџијево, а до 1934. године Орханије) град је у Републици Бугарској, у западном делу земље. Град је друго по важности градско насеље унутар Софијске области и средиште њеног северног дела.

## Географија
Ботевград се налази у западном делу Бугарске. Од престонице и обласног средишта Софије град је свега 47 км.
Област Ботевграда налази се у средини планинског била Балкана и град је са свих страна окружен високим планинама. Град се сместио у омањој котлини, која се на северу спушта ка Влашкој низији, а на југу је преко Витињског превоја повезана са Софијским пољем.
Клима у граду је измењено континентална.

## Историја
Околина Ботевграда је првобитно било насељено Трачанима. После тога овим подручјем владају стари Рим, Византија, средњовековна Бугарска, а затим је пала је подручје пало под власт Османлија. Тада се на месту данашњег града јавља насеље Самунџијево.
У 19. веку Самунџијево, касније преименовано у Орхање, постаје једно од средишта бугарског народног препорода. 1878. године град је припао новооснованој драви Бугарској. 1934. године град је добио данашњи назив.

## Становништво
По проценама из 2007. године Ботевград је имао око 21.000 становника. Већина градског становништва су етнички Бугари. Остатак су малобројни Роми. Последњих 20ак година град губи становништво због удаљености од главних токова развоја у земљи. Оживљавање привреде требало би зауставити негативни демографски тренд.
Претежна вероисповест становништва је православна.

## Партнерски градови
- Саранск
- Холбек

## Галерија
- Зграда науке и технике
- Здање суда
- Споменик Христу Ботеву